# Vasile Scarlat

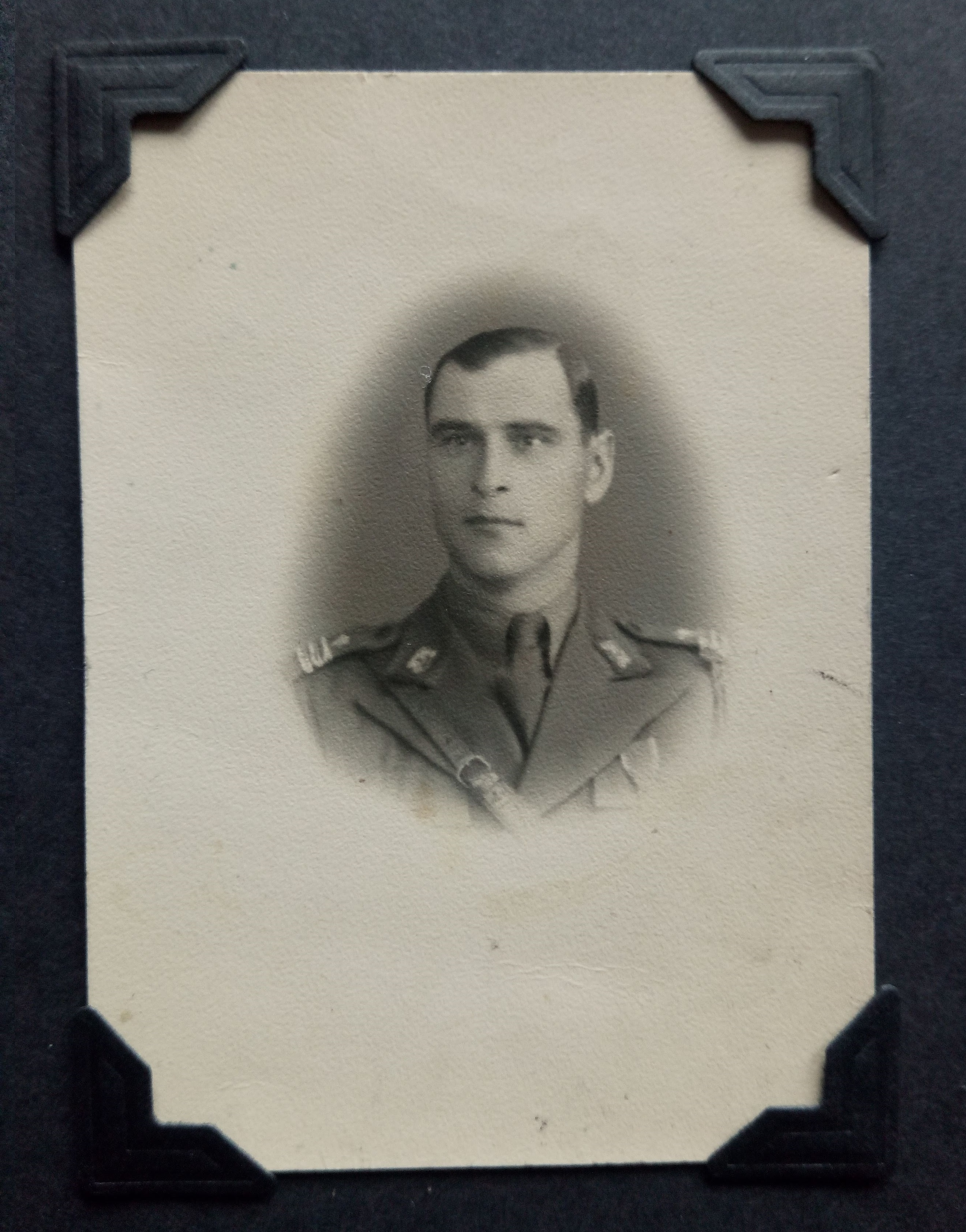
Vasile Scarlat, căpitan în Batalionul 3 Vânători de Munte, 1943

Vasile Scarlat (n. 1913 – d. 2005, Brașov) a fost ofițer în cadrul Batalionului 2 Vânători de Munte din Brașov.
A participat la campania de pe Frontul de Răsărit, fiind decorat pentru fapte de bravură cu ordinul Mihai Viteazul clasa a 3-a, Crucea de Fier clasa a 2-a, Scutul Crimeii(Krimschild) și insigna germană de asalt(Infanterie-Sturmabzeichen). A participat la luptele de la șanțul antitanc aflat în zona satului Timoșevka, unde vânătorii de munte din batalioanele 2 și 3 au ținut piept multiplelor atacuri ale Armatei Roșii, ce a atacat folosind inclusiv tancuri. Militarii români au rezistat 8 zile (7 nopți) în fața atacurilor și nu au părăsit poziția, chiar dacă nu dispuneau de armament antitanc. Luptele din zona acestei fortificații sunt descrise în cartea Viața și moartea în linia întâi - memoriile colonelului Vasile Scârneci.
Curajului și capacităților sale le stau mărturie baretele vizibile în fotografii, pe când acesta avea gradul de căpitan.
În ultimii ani din viață a fost cantor la biserica „Adormirea Maicii Domnului”, din cadrul parohiei „Brașovul Vechi”.
S-a stins din viață în 2005, având grad de general, și a fost înmormântat în Cimitirul Parohiei Ortodoxe Brașovul Vechi. Soția sa i s-a alăturat în anul 2014.